# Juzet-de-Luchon
Juzet-de-Luchon este o comună în departamentul Haute-Garonne din sudul Franței. În 2009 avea o populație de 388 de locuitori.

## Evoluția populației
| An        | 1975 | 1982 | 1990 | 1999 | 2006 | 2009 |
| --------- | ---- | ---- | ---- | ---- | ---- | ---- |
| Populație | 249  | 286  | 331  | 379  | 390  | 388  |